# Ocho Pueblos Setentrionales

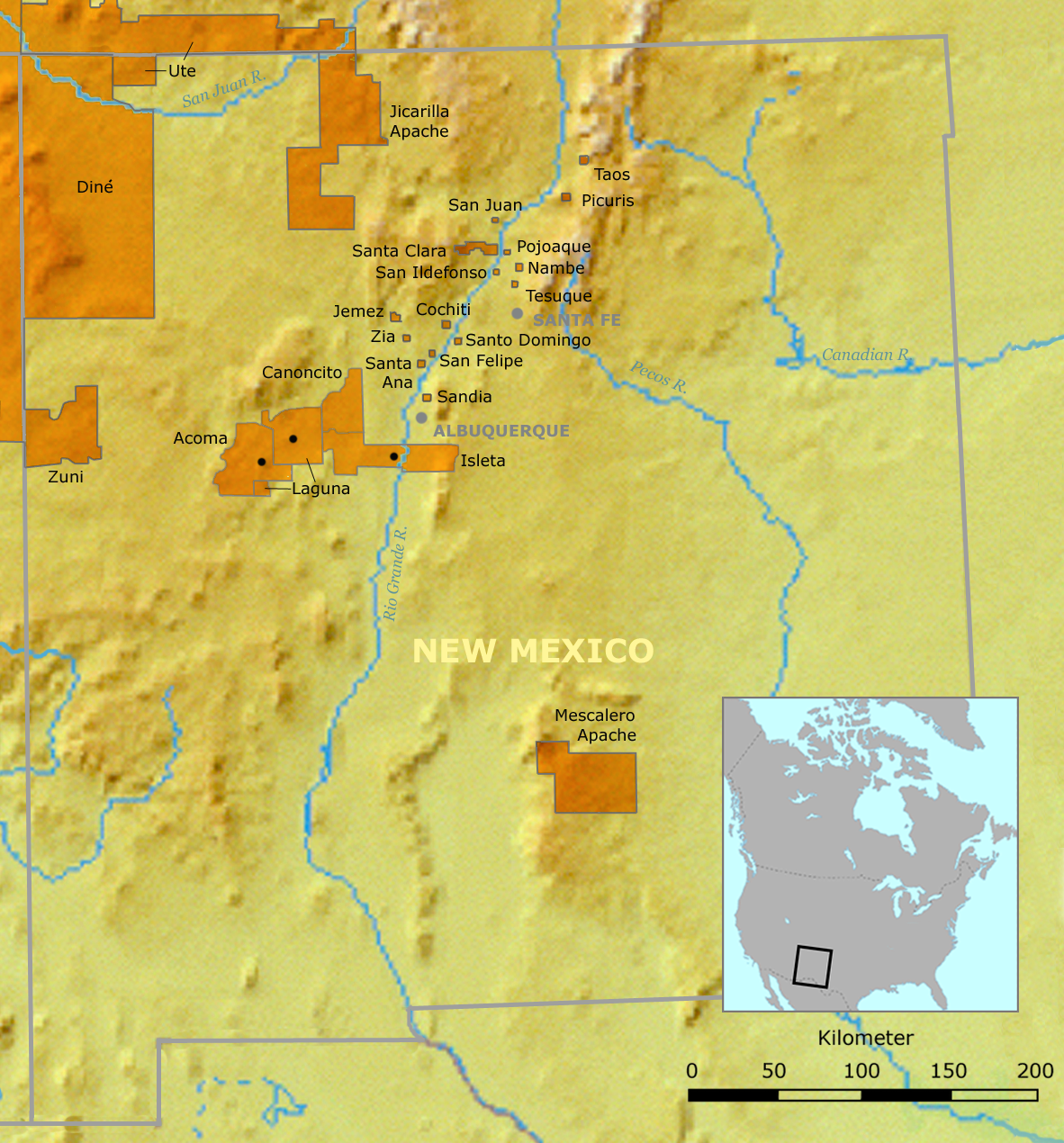
Ubicación de los Ocho Pueblos Septentrionales y pueblos vecinos de Nuevo México

Los Ocho Pueblos Septentrionales de Nuevo México son Taos, Picurís, Santa Clara, San Juan de los Caballeros, San Ildefonso, Nambé y Tesuque.
Taos y Picurís son pueblos hablantes del idioma tigua, los demás hablan tegua. El tegua y el tigua son dos idiomas cercanamente relacionados de la familia tanoana. En conjunto, estos pueblos conforman el Consejo de los Ocho Pueblos de Indios Septentrionales, que patrocina eventos y ve por los intereses legales de las repúblicas. Su capital está en San Juan.